# Konstantin Niefiedjew
Konstantin Pawłowicz Niefiedjew, ros. Константин Павлович Нефедьев (ur. 24 marca 1894 r. w stanicy Ubieżenskaja w Rosji, zm. ? w USA) – rosyjski wojskowy, oficer Rosyjskiego Korpusu Ochronnego podczas II wojny światowej.
Ukończył aleksandrowską szkołę realną, zaś w 1914 roku – szkołę wojskową w Odessie. Brał udział w I wojnie światowej. Służył w 18 batalionie piechoty Kozaków kubańskich walczącym na froncie kaukaskim. Po rewolucji październikowej 1917 roku powrócił na Kubań, gdzie przystąpił do białych. W walkach pod Carycynem został ciężko ranny. Jesienią 1919 roku, mając status inwalidy wojennego, został komendantem siedziby atamana Kozaków kubańskich. Po odwrocie wojsk białych na Krym objął dowództwo sotni Kozaków kubańskich przy zarządzie dowódczym sztabu głównodowodzącego gen. Piotra N. Wrangla. Po ewakuacji do Gallipoli w listopadzie 1920 roku, zamieszkał w Belgradzie. Pracował na wydziale filozoficznym Uniwersytetu Belgradzkiego. W okresie II wojny światowej podjął współpracę z Niemcami. Służył w Rosyjskim Korpusie Ochronnym. Po zakończeniu wojny przeniósł się do Bawarii. Jesienią 1949 roku wyjechał do USA, gdzie pracował jako linotypista w Filadelfii.